# فرشتگان باتاآن
فرشتگان باتاآن (انگلیسی: Angels of Bataan) که به نام دلارامان جنگجوی باتاآن نیز شناخته می‌گردند گروهی از زنان پرستار ارتش و نیروی دریایی ایالات متحده بودند که در هنگام آغاز جنگ اقیانوس آرام در فیلیپین مستقر بوده و در نبرد بر سر این جزیره شرکت داشتند.
هنگامی که باتاآن و کوریگیدور سقوط کرد ۱۱ پرستار نیروی دریایی، ۶۶ پرستار ارتش و یک متخصص هوش‌بری به دست نیروهای ژاپنی اسیر و در اطراف مانیل زندانی گشتند. این پرستاران با وجود اسارت به ارائه خدمات پزشکی خود ادامه دادند تا آنکه در فوریه ۱۹۴۵ نیروهای آمریکایی ایشان را آزاد نمودند.